# Maskkronill
Maskkronill (Coronilla scorpioides) är en ärtväxtart som först beskrevs av Carl von Linné, och fick sitt nu gällande namn av Johann Friedrich Wilhelm Koch. Enligt Catalogue of Life ingår Maskkronill i släktet kroniller och familjen ärtväxter, men enligt Dyntaxa är tillhörigheten istället släktet kroniller och familjen ärtväxter. Arten förekommer tillfälligt i Sverige, men reproducerar sig inte. Inga underarter finns listade i Catalogue of Life.

## Bildgalleri

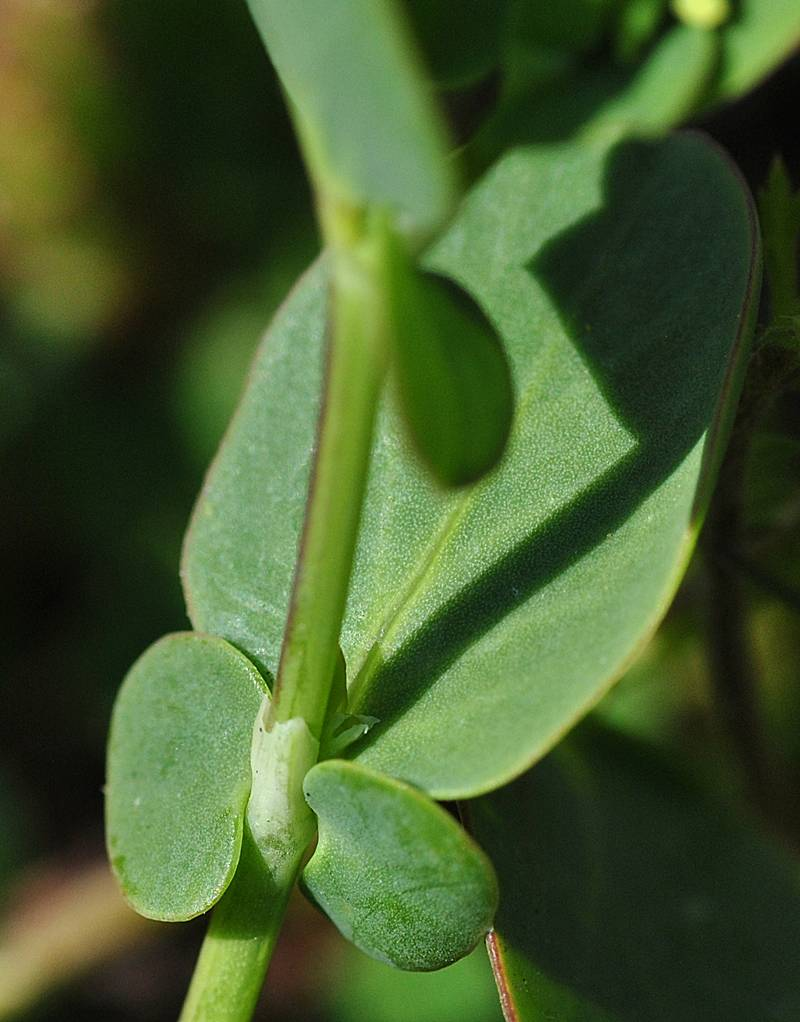
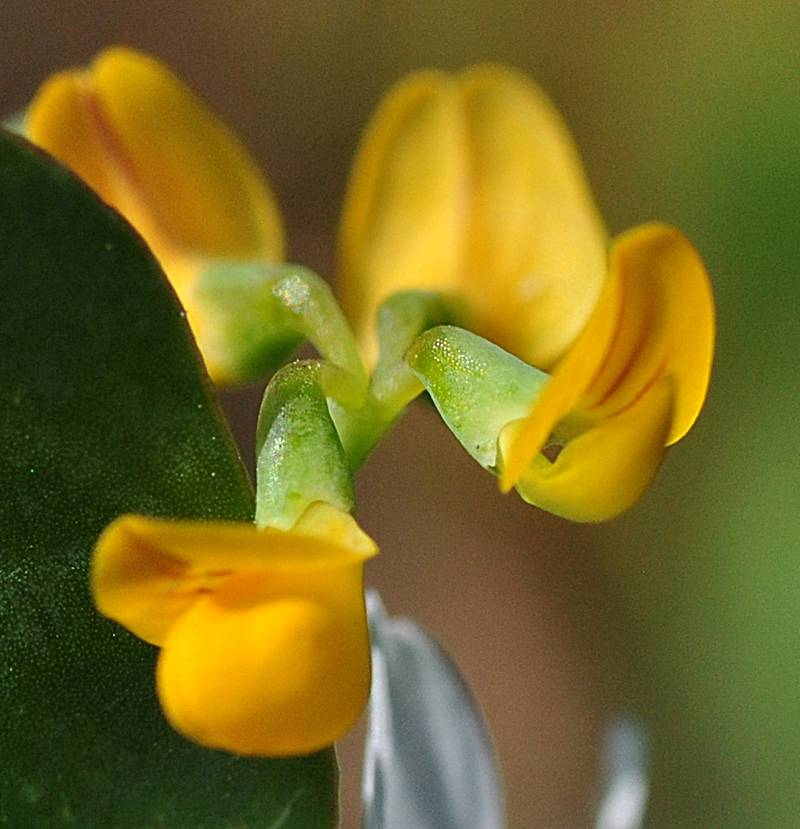
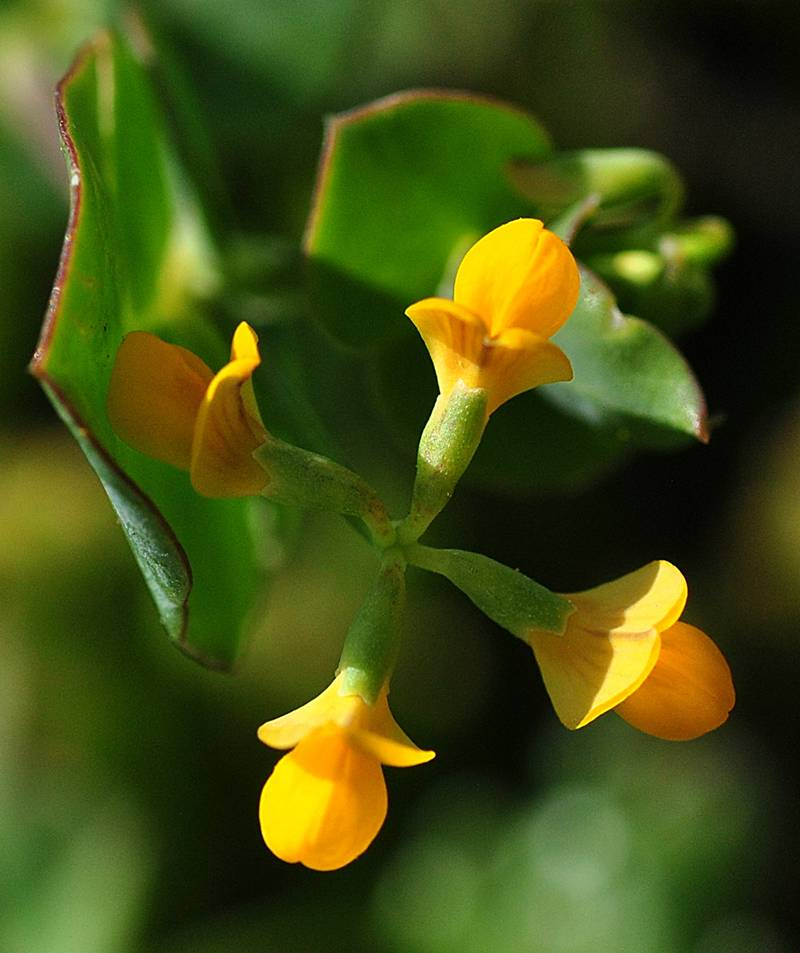